# 타트어

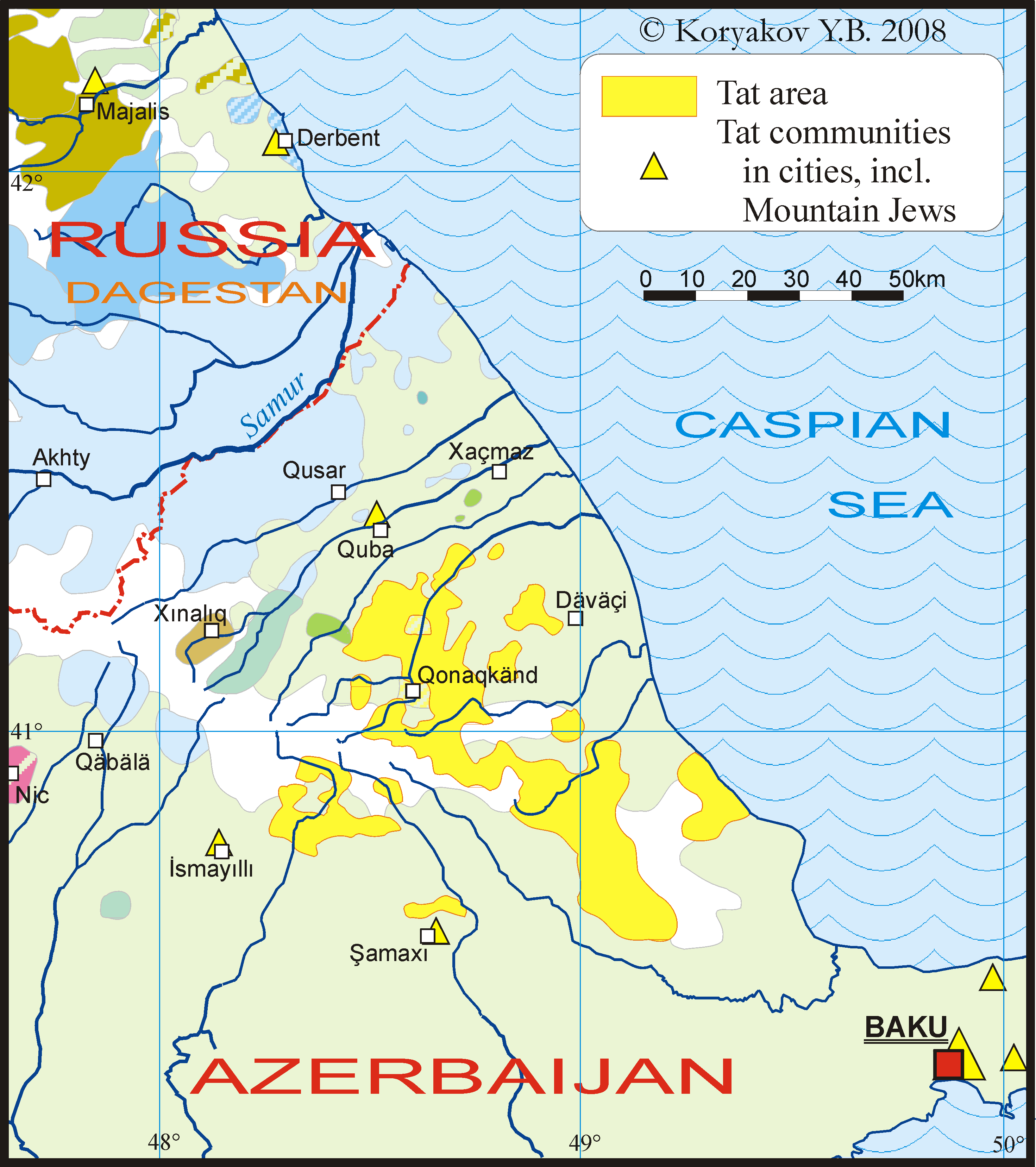

타트어(Tat)는 아제르바이잔의 이란계 민족집단인 타트인이 사용하는 언어이다. 페르시아어에서 파생되었으며 페르시아어의 한 방언으로 보기도 하나 상호 의사소통성은 낮다. 타트인들은 사산 왕조 시대에 이란으로부터 이주해 온 집단에 기원을 둔다.
산악 유대인들이 사용하는 유대 타트어나 아르메니아에 기원을 두고 기독교를 믿는 아르메니아 타트인의 거의 사멸한 타트어 변이형도 존재하며, 이에 대하여 이란계 타트인의 언어를 특히 "무슬림 타트어"라고 하기도 한다.

## 같이 보기
- 타트어 (이란)
- 타트인
- 유대 타트어
- 타트어 문자
- 아제르바이잔의 언어